# Коромисло пильчасте
Коромисло пильчасте (Aeshna serrata) — вид бабок родини коромисел (Aeschnidae).

## Поширення
Вид поширений в Північній Європі, Північній та Середній Азії, на Кавказі та у Сибіру. Воліє стоячі водойми, зарослі очеретом, тростиною або хвощами. В Україні відомо дві старі знахідки виду в Донецькій області.

## Опис
Довжина тіла бабок досягає 7,5-8 см, розмах крил 11 см. Довжина черевця 50-62 мм, довжина заднього крила 48-53 мм. Характеризується ясно вираженим, довгим і тонким поздовжнім відрізком Т-подібної чорної фігури на лобі, який не коротший поперечного відрізка тієї ж фігури (у інших видів родини ця лінія не виражена, або переривчаста, або ж чітка, але товста і коротка). Самиць можна впізнати за повними жовтими доплечевими смугами, відсутніми у самиць всіх інших видів роду.